# Ximena García Lecuona
Ximena García Lecuona   (Mèxic) és una guionista i productora de cinema mexicana i estatunidenca coneguda per haver participat en la comèdia romàntica juvenil Tot és possible.

## Carrera
Va debutar com a guionista i productora executiva en un llargmetratge amb Tot és possible, dirigit per Billy Porter. El guió gira entorn de l'alegria de descobrir-se trans i estimar una persona trans. Es va estrenar al festival de cinema queer de Los Angeles Outfest, al qual va assistir.
Va ser esmentada com un dels guionistes a veure per la revista Variety al Mill Valley Film Festival del 2022.
L'agost del 2022, va guionitzar la novel·la juvenil LGBTI de Sara Jo Cuff, The Kiss List, que serà adaptada al cinema sota la direcció de Sonía Sebastian. Va canviar la història inicial, en què la protagonista allistava nois que vol besar, per a fer-la bisexual. La productora del film és MarVista Entertainment.

## Vida personal
Va néixer i es va criar a Mèxic. Va sortir de l'armari primer com a persona no-binària i més tard com a dona transgènere.